# Pericallia graeseri
Pericallia graeseri là một loài bướm đêm thuộc phân họ Arctiinae, họ Erebidae.